# Харама (траса)
Траса Харама (ісп. Circuito del Jarama) — гоночна траса, що розташована у Сан-Себастьян-де-лос-Реєс, за 32 км на північ від Мадрида. Траса дев'ять разів приймала Гран-прі Іспанії з 1968 по 1981 роки, а також п'ятнадцять Мото Гран-Прі Іспанії з 1969 по 1988 роки. Трасу завдовжки 3,850 км побудували 1967 року під керівництвом Алессандро Роччі за проєктом Джона Гуґенгольца (який також проєктував Судзуку) 

## Історія

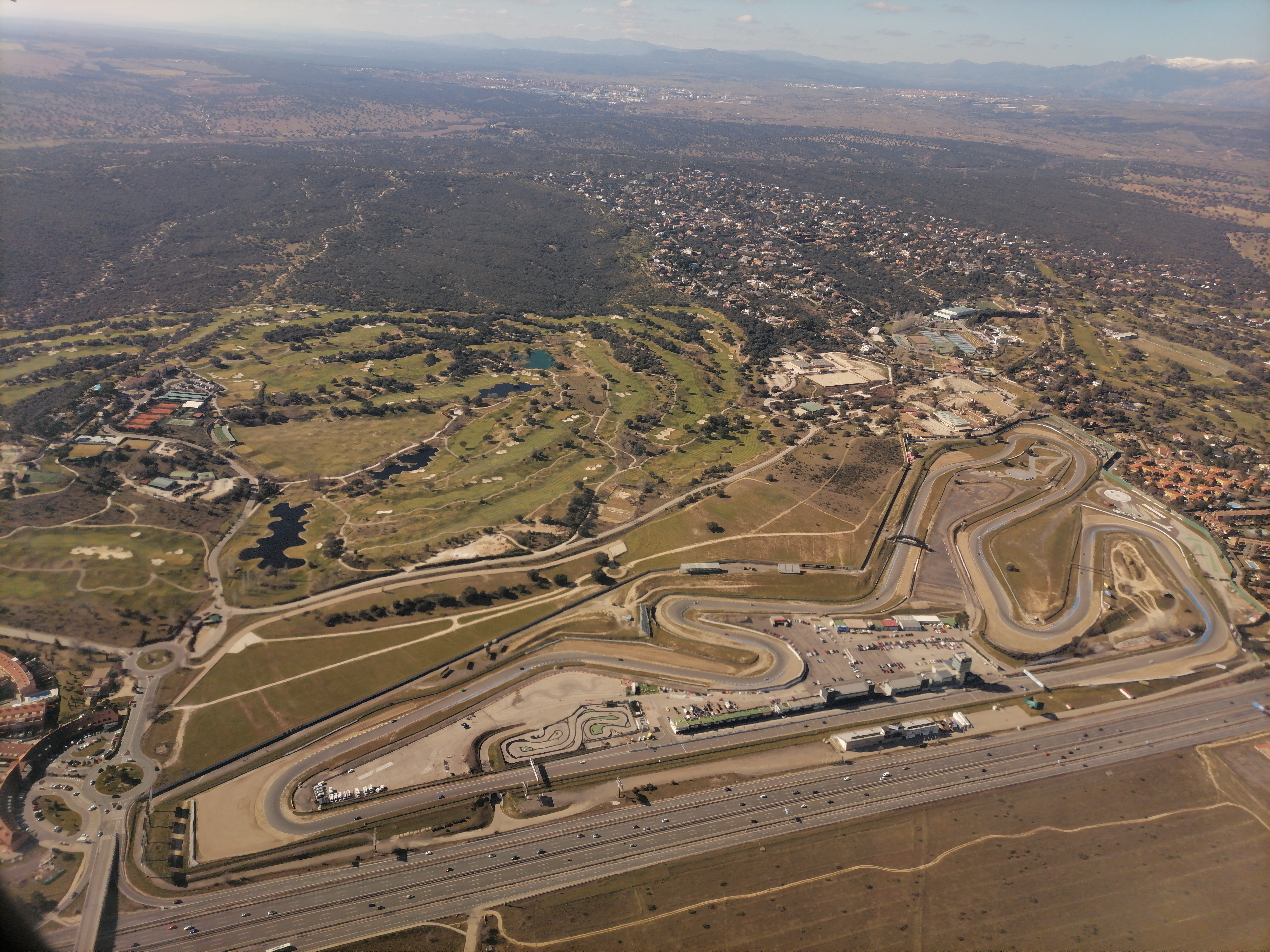
Вид Харами з висоти пташиного польоту в 2023 році.

Незважаючи на довгу історію автоспорту на найвищому рівні, до середини 1960-х років Іспанія все ще не мала постійної гоночної траси, а змагання проводились на вуличних трасах. Однак, з розвитком власної автомобільної промисловості і бажання підвищити свій авторитет у автоспорті, постало питання про створення постійної траси для перегонів. 1964 року Королівський автомобільний клуб Іспанії (RACE) розпочав шукати місце для постійного автодрому, зупинившись на чагарниках у Сан-Себастьяні на північній околиці Мадрида.
Нідерландця Джона Гуґенгольца, який мав досвід керування Зандвортом і створення Судзуки та Золдера, було залучено для проєктування нової траси. Виділена територія була значно меншою, ніж хотів Гуґенгольц, що змусило його створити компактну трасу з кількома поворотами на 180 градусів, хоча з помірними перепадами висот та різким фінальним поворотом траса все одно кидала виклик гонщикам.
Першочергові роботи розпочалися в 1966 році під керівництвом Алессандро Роччі, а архітектори Родріґес Рівейро та Домінґес Аґуадо спроєктували трибуни, бокси та вражаючу диспетчерську вежу, з якої відкривався чудовий вид на всю трасу. Ще до того, як траса була повністю завершена, місцеві жителі вирішили провести гонку так, що перша акція відбулася 18 грудня 1966 року, тоді як тривала робота на боксах і майданчиках для глядачів. Ряд шин був використаний для позначення межі між піт-лейном і трасою. Гонку виграв Хуан Фернандес на Porsche 911.
Роботи були завершені до лютого 1967 року, а автодром було офіційно відкрито 2 липня. Пізніше того ж місяця відбулася гонка GT, а через два дні – перша гонка на одномісних болідах, етап Формули-2, перемогу в якому здобув Джим Кларк за кермом Lotus. Шотландець також переміг в першій гонці Формули-1 на Харамі — Гран-прі Іспанії, яке було проведено в листопаді того ж року та не входило до Чемпіонату світу. Гран-прі Іспанії на Харамі став частиною Чемпіонату світу Формули-1 з 1968 року, хоча траса мала чергуватися з вуличною трасою Монтжуїк у Барселоні, доки останню не визнали небезпечною після гонки 1975 року.
Формула-1 продовжувала проводитись на Харамі, хоча до кінця 1970-х років колись дуже сучасна траса, тепер почала виглядати дещо застарілою, а безпека почала ставати все більшою проблемою, особливо проблемним була відсутність стоку для відведення води. 1980 року були внесені модифікації до повороту Bugatti, які дещо скоротили довжину траси і збільшили розмір зони вильоту. Однак, дні Формули-1 на Харамі добігали кінця, через те що траса була просто занадто короткою та вузькою, щоб сприяти хорошим перегонам, як це показала остання гонка Формули-1 у 1981 році, коли Жиль Вільнев утримував чотири боліди позаду себе та переміг на значно повільнішому Ferrari. Харама приймала іспанський етап Мотоциклетного чемпіонату світу з 1969 до 1988 року (за винятком 1987 року, коли фактично траса приймала Мото Гран-Прі Португалії), але після цього міжнародні події обмежувалися Чемпіонатом світу спортивних автомобілів, двома гонками Формули-3000 та Чемпіонатом світу турингових автомобілів 1987 року.
У 1990 році RACE вирішила відремонтувати та розширити автодром, змінивши перший поворот, який збільшив довжину головної прямої, а також створивши нову ділянку від повороту Ascari до Portago, що додала серію звивистих поворотів у гору. Також було розширено піт-лейн і додано нові бокси. Ці зміни призвели до короткого пожвавлення інтересу з боку світової мотоциклетної сцени, з двома візитами Чемпіоната світу з супербайку у 1991 та 1992 роках, а також поверненням Мотоциклетного чемпіонату світу в 1993 та 1998 роках.
Згодом траса значною мірою зосередилась на проведені етапів національних чемпіонатів через велику конкуренцію з боку нового покоління іспанських автодромів. Херес, Каталунья, Арагон і Наварра перейняли проведення подій, які колись могла приймати Харама, хоча час від часу вона виходила на перший план із перегонами FIA GT (2001 і 2002), серії Ле-Ман (2001 і 2006) і Світової серії Renault (2000-2004).
Хоча майбутнє Харами виглядало туманним, на початку 2014 року RACE оголосила про плани гарантувати, що траса збереже своє місце на національній арені завдяки семирічній інвестиційній програмі. Відремонтована диспетчерська вежа та трибуна увійшли до першої фази відновлення, яка була завершена до середини 2015 року.
Далі відбулося розширення самого піт-лейну з двома новими багатофункціональними будівлями, які стали частиною відремонтованого комплексу Паддок-клубу. Колишній прес-зал, розташований над шістьма сучасними боксами, дозволяє компаніям проводити заходи для понад 300 осіб, звідки відкривається вид на обидві сторони паддоку та головної траси. Тераса на вершині завершує цю споруду. До останньої фази, завершеної у 2020 році, увійшло будівництво нового приміщення для зустрічей та прийому гостей, яке включає музей для демонстрації колекції автомобілів від RACE Foundation. Покриття треку також було повністю оновлено в серпні 2018 року в рамках програми реконструкції.
На додаток до фізичних змін об'єктів інфраструктури, у 2015 році було перейменовано останній поворот на Curva María de Villota на честь місцевої гонщиці з Мадрида, яка померла після ускладнень від травм, отриманих в результаті аварії на тестах Формули-1 у 2012 році. Крім того, щорічно з 2014 року напередодні Різдва на трасі проводяться пішохідні забіги на дистанції 5 і 10 км, щоб зібрати кошти в її пам’ять.

## Галерея різних версій траси

Оригінальне кільце Гран-прі (1967–1990).
Кільце Гран-прі (1991–дотепер).
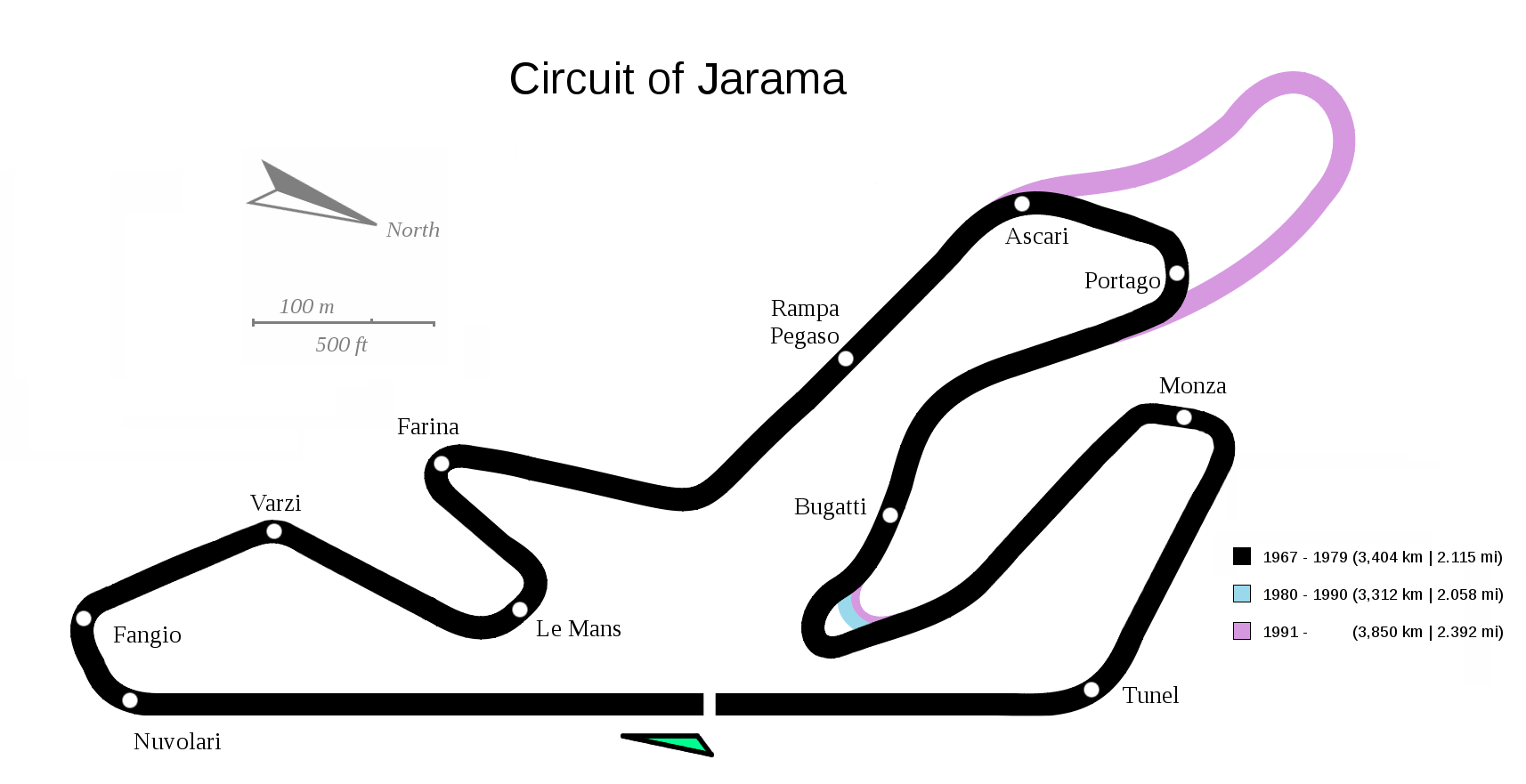
Різниця між двома версіями.

## Рекорди траси
Станом на червень 2023 року офіційні рекорди найшвидшого кола перегонів на Харамі виглядають так:
| Категорія                                | Час                                      | Гонщик                                   | Транспорт                                | Подія                                                  |
| Кільце Гран-прі: 3.850 км (1991–дотепер) | Кільце Гран-прі: 3.850 км (1991–дотепер) | Кільце Гран-прі: 3.850 км (1991–дотепер) | Кільце Гран-прі: 3.850 км (1991–дотепер) | Кільце Гран-прі: 3.850 км (1991–дотепер)               |
| ---------------------------------------- | ---------------------------------------- | ---------------------------------------- | ---------------------------------------- | ------------------------------------------------------ |
| Superleague Formula                      | 1:20.011                                 | Єлмер Бурман                             | Panoz DP09                               | 2009 Етап Superleague Formula на Харамі                |
| LMP900                                   | 1:23.034                                 | Емануеле Пірро                           | Audi R8                                  | 2001 Етап ELMS на Харамі                               |
| Formula Nissan                           | 1:23.530                                 | Рікардо Зонта                            | Dallara SN01                             | 2002 Етап Formula Nissan на Харамі                     |
| Group C                                  | 1:24.200                                 | Оскар Ларраурі                           | Porsche 962C                             | 1992 Етап Interserie на Харамі                         |
| LMP1                                     | 1:24.570                                 | Жан-Марк Гунон                           | Courage LC70                             | 2006 1000 км Харами                                    |
| Interserie                               | 1:24.770                                 | Фредеріко Карека                         | HSB-Penske PC-18 Buick                   | 1993 Етап Interserie на Харамі                         |
| Формула-1                                | 1:25.657                                 | Карл-Гайнц Беккер                        | Minardi M190                             | 1995 Етап Interserie на Харамі                         |
| LMP2                                     | 1:26.138                                 | Мігель Анхель Кастро                     | Lola B05/40                              | 2006 1000 км Харами                                    |
| Group C2                                 | 1:27.490                                 | Раньєрі Рандаччо                         | Spice SE90C                              | 1993 Етап Interserie на Харамі                         |
| LMP675                                   | 1:27.792                                 | Дідьє де Радігес                         | Reynard 01Q                              | 2001 ELMS at на Харамі                                 |
| LMP3                                     | 1:29.200                                 | Нельсон Панчіатічі                       | Norma M30                                | 2017 4 години Харами                                   |
| Формула-3                                | 1:29.375                                 | Хосе Мануель Перес-Айкарт                | Dallara F305                             | 2005 Етап Іспанської Ф3 на Харамі                      |
| WSC                                      | 1:29.472                                 | Жером Полікан                            | Courage C41                              | 1997 Етап International Sports Racing Series на Харамі |
| GT1 (GTS)                                | 1:29.783                                 | Стефан Ортеллі                           | Saleen S7-R                              | 2006 1000 км Харами                                    |
| GT3                                      | 1:32.018                                 | Жан-Бернар Буве                          | Ferrari 488 GT3                          | 2017 4 години Харами                                   |
| Формула-4                                | 1:32.303                                 | Кас Гаверкорт                            | Tatuus F4-T014                           | 2020 Етап Іспанської Ф4 на Харамі                      |
| GT1 (Prototype)                          | 1:32.627                                 | Джефф Ліз                                | McLaren F1 GTR                           | 1998 4 години Харами Євросерії GTR                     |
| GT2                                      | 1:33.248                                 | Вімал Мета                               | Ferrari F430 GT2                         | 2010 Етап Іспанського GT на Харамі                     |
| GT1                                      | 1:33.345                                 | Жан-Марк Гунон                           | Ferrari F40 GTE                          | 1996 4 години Харами BPR                               |
| 500cc                                    | 1:33.617                                 | Карлос Чека                              | Honda NSR500                             | 1998 Мото Гран-прі Мадрида                             |
| GT                                       | 1:34.268                                 | Дірк Мюллер                              | BMW M3 GTR                               | 2001 етап ELMS на Харамі                               |
| 250cc                                    | 1:34.941                                 | Лоріс Капіроссі                          | Honda NSR250                             | 1993 Мото Гран-прі FIM                                 |
| N-GT                                     | 1:36.091                                 | Лука Річітеллі                           | Porsche 911 GT3-RS                       | 2001 500 км Харами FIA GT                              |
| Super Touring                            | 1:36.733                                 | Фабріціо Джованарді                      | Alfa Romeo 156 D2                        | 2001 Етап ESTC на Харамі                               |
| World SBK                                | 1:36.955                                 | Даґ Полен                                | Ducati 888 SBK                           | 1992 Етап World SBK на Харамі                          |
| TCR Touring Car                          | 1:38.265                                 | Ісідро Каллехас                          | Cupra Leon Competición TCR               | 2022 Етап Іспанського TCR на Харамі                    |
| GT4                                      | 1:38.926                                 | Мануель Джао                             | Mercedes-AMG GT4                         | 2023 Етап SuperCars Endurance Series на Харамі         |
| 125cc                                    | 1:39.330                                 | Казуто Саката                            | Aprilia RS125R                           | 1998 Мото Гран-прі Мадрида                             |
| ETCR                                     | 1:40.706                                 | Максім Мартін                            | Alfa Romeo Giulia ETCR                   | 2022 Етап FIA ETCR round на Харамі                     |
| Super 2000                               | 1:43.094                                 | Фабріціо Джованарді                      | Alfa Romeo 156 GTA                       | 2002 Етап ETCC round на Харамі                         |
| Renault Clio Cup                         | 1:46.376                                 | Алехандро Ройо                           | Renault Clio R.S. IV                     | 2017 Етап Іспанського Renault Clio Cup на Харамі       |
| Truck racing                             | 1:57.392                                 | Йохен Ган                                | MAN TGS                                  | 2018 Етап ETRC на Харамі                               |
| Кільце Гран-прі: 3.314 км (1980–1990)    |                                          |                                          |                                          |                                                        |
| Формула-1                                | 1:15.467                                 | Алан Джонс                               | Williams FW07B                           | 1980 Гран-прі Іспанії                                  |
| Group C                                  | 1:17.871                                 | Ганс-Йоахім Штук                         | Porsche 962C                             | 1987 360 км Харами                                     |
| Формула-3000                             | 1:19.510                                 | Мішель Ферте                             | March 86B                                | 1986 Етап Ф3000 на Харамі                              |
| Формула-2                                | 1:20.020                                 | Майк Таквелл                             | Ralt RH6/83 Honda                        | 1983 Гран-прі Мадрида                                  |
| Формула-3                                | 1:23.440                                 | Джонні Дамфріс                           | Ralt RT3 Volkswagen                      | 1984 Етап Ф3 на Харамі                                 |
| Group C2                                 | 1:23.669                                 | Фермін Велес                             | Spice SE89C Cosworth DFL                 | 1989 480 км Харами                                     |
| 500cc                                    | 1:27.990                                 | Вейн Гарднер                             | Honda NSR500                             | 1987 Мото Гран-прі Португалії                          |
| 250cc                                    | 1:30.120                                 | Сіто Понс                                | Honda NSR250                             | 1988 Мото Гран-прі Іспанії                             |
| 125cc                                    | 1:33.250                                 | Август Ауінгер                           | Morbidelli 125                           | 1987 Мото Гран-прі Португалії                          |
| Group A                                  | 1:33.710                                 | Енді Рауз                                | Ford Sierra RS Cosworth                  | 1987 4 години Харами                                   |
| 50cc                                     | 1:47.070                                 | Еудженіо Ладзаріні                       | Garelli 50 GP                            | 1983 Мото Гран-прі Іспанії                             |
| Кільце Гран-прі: 3.404 км (1967–1979)    |                                          |                                          |                                          |                                                        |
| Формула-1                                | 1:16.440                                 | Жиль Вільнев                             | Ferrari 312T4                            | 1979 Гран-прі Іспанії                                  |
| Sports 2000                              | 1:24.450                                 | Жан-П'єр Жабуй                           | Alpine A441 Renault                      | 1974 Етап 2-літрового Чемпіонату на Харамі             |
| Формула-3                                | 1:27.290                                 | Ален Прост                               | Martini MK21B Renault                    | 1978 Етап Європейської Ф3 на Харамі                    |
| Формула-2                                | 1:28.200                                 | Жан-П'єр Бельтуаз                        | Matra MS7                                | 1968 Етап Ф2 на Харамі                                 |
| Group 6                                  | 1:30.700                                 | Хорхе де Багратіон                       | Porsche 908/02                           | 1970 Етап Іспанського SCC на Харамі                    |
| Формула-5000                             | 1:30.900                                 | Пітер Ґетін                              | McLaren M10A                             | 1969 Гран-прі Мадрида                                  |
| Group 5 sports car                       | 1:30.900                                 | Алекс Солер-Роїг                         | Porsche 917                              | 1970 Jarama Trofeo Primavera                           |
| 500cc                                    | 1:33.900                                 | Кенні Робертс                            | Yamaha YZR500                            | 1979 Мото Гран-прі Іспанії                             |
| Group 2                                  | 1:34.740                                 | Туан Геземанс                            | Ford Capri RS3100                        | 1974 Етап ETCC на Харамі                               |
| Group 4                                  | 1:35.420                                 | Райнгольд Йост                           | Porsche Carrera RSR                      | 1975 Етап ETCC на Харамі                               |
| 250cc                                    | 1:36.200                                 | Корк Боллінгтон                          | Kawasaki KR250                           | 1979 Мото Гран-прі Іспанії                             |
| 350cc                                    | 1:39.900                                 | Мішель Ружері                            | Yamaha TZ 350                            | 1977 Мото Гран-прі Іспанії                             |
| 125cc                                    | 1:42.000                                 | Анхель Ньєто                             | Minarelli 125 GP                         | 1979 Мото Гран-прі Іспанії                             |
| Group 5 touring car                      | 1:46.100                                 | Дітер Квестер                            | BMW 2002 Ti                              | 1969 Етап ETCC на Харамі                               |
| 50cc                                     | 1:50.300                                 | Еудженіо Ладзаріні                       | Kreidler 50 GP                           | 1977 Мото Гран-прі Іспанії                             |
| Group 3                                  | 2:09.100                                 | Хуан Мерело                              | Alpine A110 Renault                      | 1970 Етап Іспанського SCC на Харамі                    |